# Borovec pri Kočevski Reki
Borovec pri Kočevski Reki je naselje u slovenskoj Općini Kočevju. Borovec pri Kočevski Reki se nalazi u pokrajini Dolenjskoj i statističkoj regiji Jugoistočnoj Sloveniji. 

## Stanovništvo
Prema popisu stanovništva iz 2002. godine naselje je imalo 57 stanovnika.